# Liqeni i Komanit
Liqeni i Komanit är en reservoar i Albanien.   Den ligger i prefekturen Qarku i Shkodrës, i den norra delen av landet, 100 km norr om huvudstaden Tirana. Liqeni i Komanit ligger 175 meter över havet. Arean är 6,9 kvadratkilometer. Den sträcker sig 13,5 kilometer i nord-sydlig riktning, och 6,2 kilometer i öst-västlig riktning.
I omgivningarna runt Liqeni i Komanit växer i huvudsak blandskog. Runt Liqeni i Komanit är det ganska glesbefolkat, med 27 invånare per kvadratkilometer.